# Robert Cregan
Robert Cregan (ur. 4 listopada 1988 roku) – irlandzki kierowca wyścigowy.

## Życiorys
Robert wyścigową karierę rozpoczynał w Formule Ford 1600. Wystartował wówczas w Memoriale Waltera Hayesa, w którym zajął dwunastą lokatę. Dwa lata później wziął udział w dwóch rundach Porsche SuperCup, na słynnych torach w Belgii oraz Włoszech – Spa-Francorchamps oraz Monza. Reprezentując ekipę Tolimit Motorsport, Irlandczyk nie zdobył jednak punktów.
Po kolejnej przerwie, Cregan ponownie powrócił do wyścigów. Na przełomie 2010 i 2011 roku brał udział w mistrzostwach ZEA GT, w kategorii GTC. W ciągu sześciu wyścigów, czterokrotnie stawał na podium, z czego trzykrotnie na najwyższym stopniu. Dzięki osiągniętym wynikom sięgnął po tytuł wicemistrzowski. W sezonie 2011 ścigał się w australijskich mistrzostwach samochodów turystycznych – V8 Supercars – zespole Matt Stone Racing. Biorąc udział w siedemnastu wyścigach, uzyskał pulę przeszło siedmiuset punktów, dzięki czemu rywalizację ukończył na 12. miejscu.
Na sezon 2012 postanowił zaangażować się w juniorską serię wyścigów samochodów jednomiejscowych – Serii GP3 – nawiązując współpracę z portugalską ekipą Ocean Racing Technology. Nie zdobył punktu. Rok później podczas ostatniej rundy sezonu powrócił do serii z włoską ekipą Trident Racing. W sobotnim wyścigu uplasował się na 16 miejscu, a w niedziele był trzynasty. Został sklasyfikowany na 27 pozycji w klasyfikacji generalnej.

## Wyniki

### GP3
| Legenda oznaczeń w tabelach wyników Wyświetl szablon na nowej stronie | Legenda oznaczeń w tabelach wyników Wyświetl szablon na nowej stronie                                                                     |
| Oznaczenie                                                            | Wyjaśnienie |
| --------------------------------------------------------------------- | --- |
| Złoty                                                                 | Zwycięzca lub mistrzostwo |
| Srebrny                                                               | 2. miejsce lub wicemistrzostwo |
| Brązowy                                                               | 3. miejsce lub II wicemistrzostwo |
| Zielony                                                               | Ukończył, punktował (w klasyfikacji generalnej, gdy zdobył co najmniej jeden punkt na przestrzeni sezonu, poza trzema powyższymi opcjami) |
| Niebieski                                                             | Ukończył, nie punktował (w klasyfikacji generalnej, gdy nie zdobył co najmniej jednego punktu na przestrzeni sezonu)                      |
| Czerwony                                                              | Nie zakwalifikował się (NZ) |
| Czerwony                                                              | Nie prekwalifikował się (NPK) |
| Różowy                                                                | Nie ukończył (NU) |
| Różowy                                                                | Niesklasyfikowany (NS) (w klasyfikacji generalnej, gdy nie został sklasyfikowany w żadnym wyścigu sezonu)                                 |
| Czarny                                                                | Zdyskwalifikowany (DK) |
| Czarny                                                                | Wykluczony (WYK/EX) |
| Biały                                                                 | Nie wystartował (NW) |
| Biały                                                                 | Kontuzjowany (K/INJ) |
| Biały                                                                 | Wyścig odwołany (OD/C) |
| Bez koloru                                                            | Został wycofany (WYC/WD) |
| Bez koloru                                                            | Nie przybył (NP/DNA) |
| Bez koloru                                                            | Nie brał udziału w treningach (NT/DNP) |
| Bez koloru                                                            | Nie został zgłoszony (–) |
| Pogrubienie                                                           | Start z pole position |
| Kursywa                                                               | Najszybsze okrążenie wyścigu |
| †                                                                     | Nie ukończył, ale jego rezultat został zaliczony ze względu na przejechanie więcej niż 90% dystansu wyścigu.                              |
| *                                                                     | Sezon w trakcie |
| 1/2/3                                                                 | Punktowana pozycja w sprincie kwalifikacyjnym                                                                                             |
| Lista systemów punktacji Formuły 1                                    | |

| Rok  | Zespół                  | Wyniki w poszczególnych eliminacjach | Wyniki w poszczególnych eliminacjach | Wyniki w poszczególnych eliminacjach | Wyniki w poszczególnych eliminacjach | Wyniki w poszczególnych eliminacjach | Wyniki w poszczególnych eliminacjach | Wyniki w poszczególnych eliminacjach | Wyniki w poszczególnych eliminacjach | Wyniki w poszczególnych eliminacjach | Wyniki w poszczególnych eliminacjach | Wyniki w poszczególnych eliminacjach | Wyniki w poszczególnych eliminacjach | Wyniki w poszczególnych eliminacjach | Wyniki w poszczególnych eliminacjach | Wyniki w poszczególnych eliminacjach | Wyniki w poszczególnych eliminacjach | Punkty | Pozycja |
| ---- | ----------------------- | ------------------------------------ | ------------------------------------ | ------------------------------------ | ------------------------------------ | ------------------------------------ | ------------------------------------ | ------------------------------------ | ------------------------------------ | ------------------------------------ | ------------------------------------ | ------------------------------------ | ------------------------------------ | ------------------------------------ | ------------------------------------ | ------------------------------------ | ------------------------------------ | ------ | ------- |
| 2012 | Ocean Racing Technology | ESP                                  | ESP                                  | MON                                  | MON                                  | VAL                                  | VAL                                  | GBR                                  | GBR                                  | DEU                                  | DEU                                  | HUN                                  | HUN                                  | BEL                                  | BEL                                  | ITA                                  | ITA                                  | 0      | 22      |
| 2012 | Ocean Racing Technology | 15                                   | NU                                   | 18                                   | 11                                   | 15                                   | 13                                   | 20                                   | 15                                   | 11                                   | NU                                   | 21                                   | 14                                   | 21                                   | NW                                   | 20                                   | 17                                   | 0      | 22      |
| 2013 | Trident Racing          | ESP                                  | ESP                                  | VAL                                  | VAL                                  | GBR                                  | GBR                                  | DEU                                  | DEU                                  | HUN                                  | HUN                                  | BEL                                  | BEL                                  | ITA                                  | ITA                                  | ARE                                  | ARE                                  | 0      | 27      |
| 2013 | Trident Racing          | -                                    | -                                    | -                                    | -                                    | -                                    | -                                    | -                                    | -                                    | -                                    | -                                    | -                                    | -                                    | -                                    | -                                    | 16                                   | 13                                   | 0      | 27      |